# Cerro Batoví
Cerro Batoví – wzgórze o wysokości 224 m n.p.m. w paśmie Cuchilla de Haedo w północnym Urugwaju, w departamencie Tacuarembó. Położone jest około 25 km na południe od miasta Tacuarembó, w pobliżu wsi Cerro Batoví. Przebiega obok wzgórza droga krajowa Ruta 5.

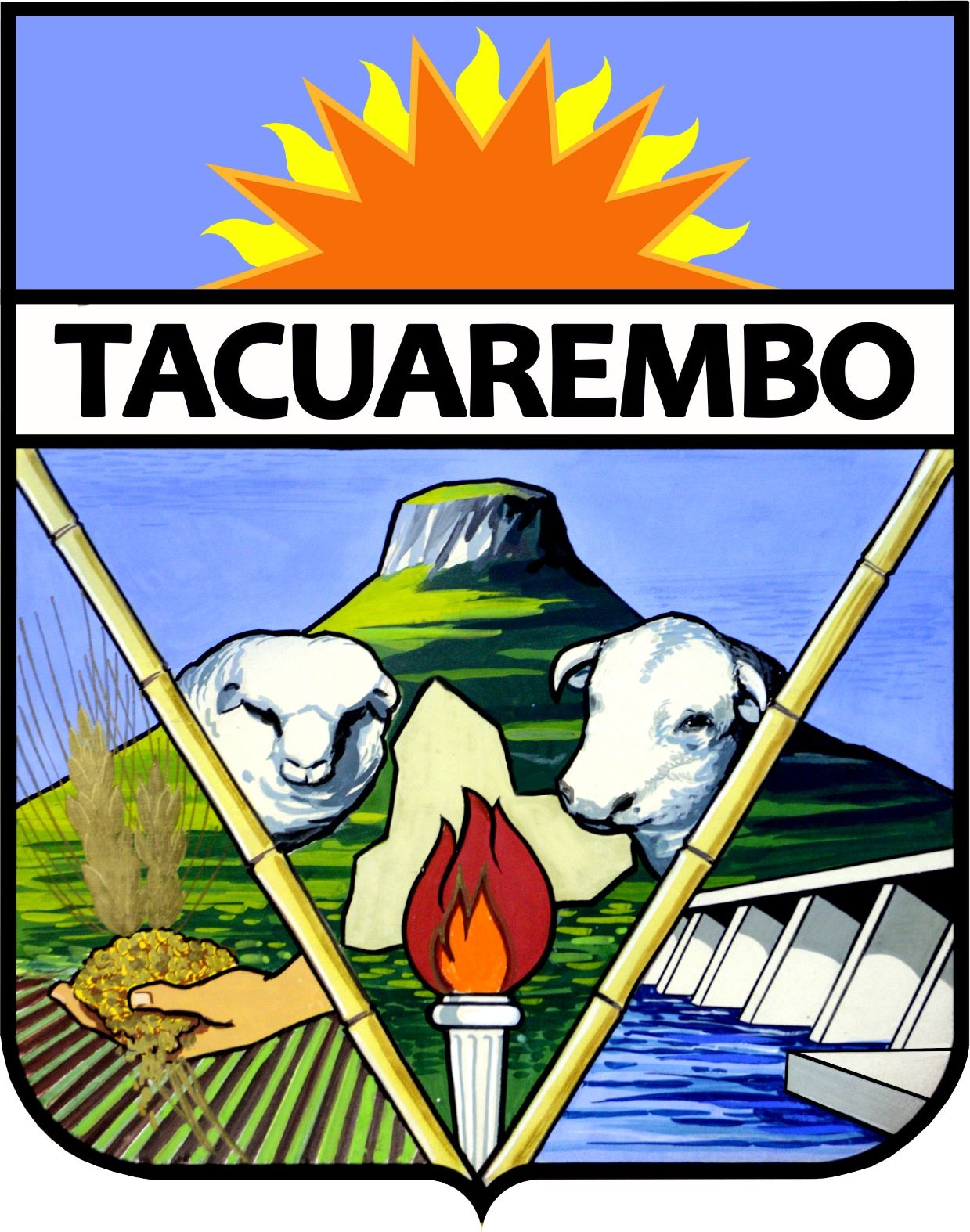
Cerro Batoví w herbie departamentu Tacuarembó
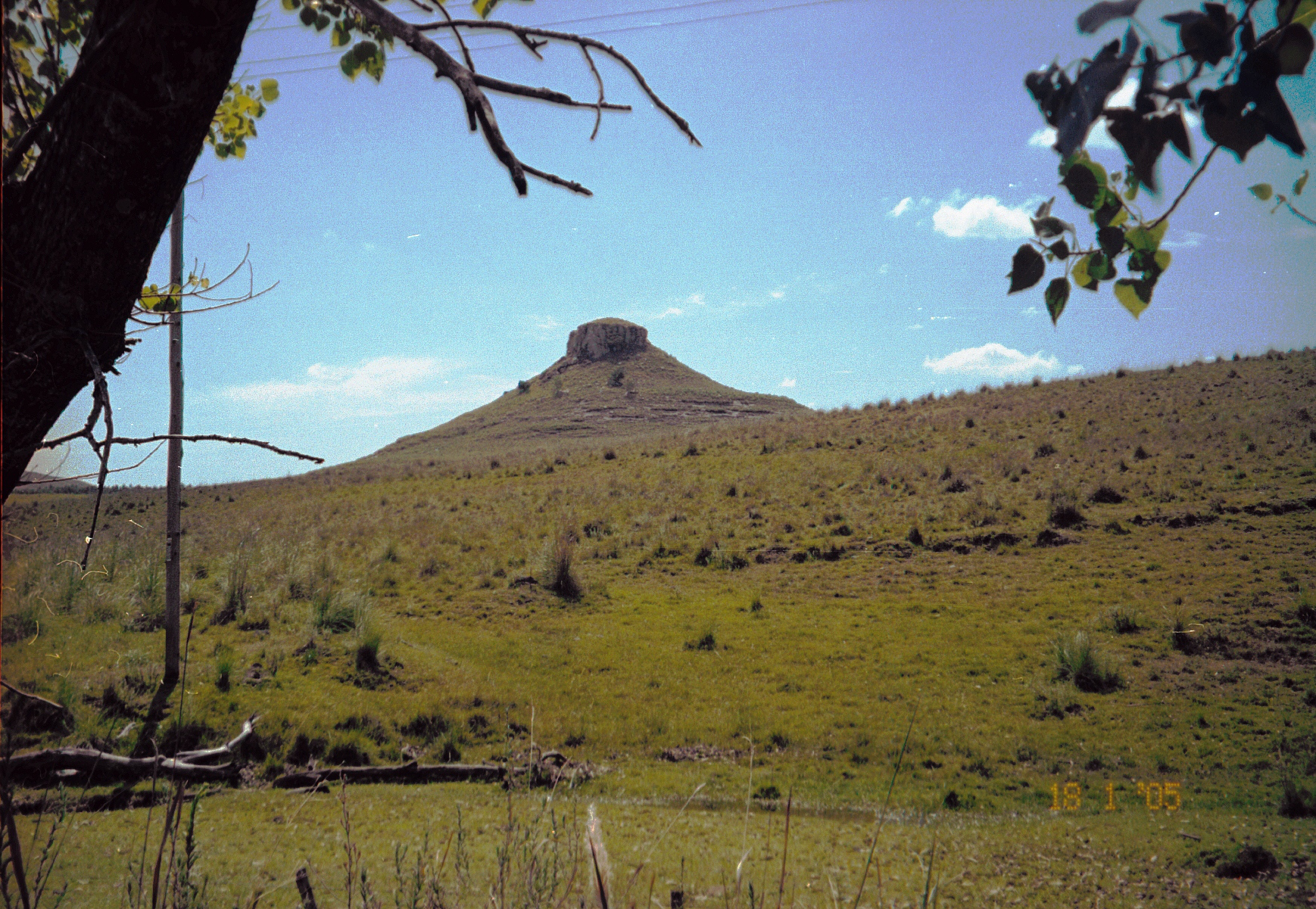
Widok na wzgórze